# Sonchus palustris
Espèce
La Laiteron des marais (Sonchus palustris) est une espèce de plante à fleurs du genre Sonchus (les laiterons), de la famille des Asteraceae. C'est une plante vivace qui se trouve en zones humides.

## Utilisation
C'est l'une des espèces utilisées dans l'Horloge florale de Linné (ouverture des fleurs vers 7h, fermeture à 14h).

## Statut de protection
En France, l'espèce est protégée en Champagne-Ardenne et dans le Nord-Pas-de-Calais  (sur liste rouge).